# Christian Ernst von Polenz
Christian Ernst von Polenz (* 16. März 1681 in Merseburg; † 12. Juli 1752 in Dresden) war ein königlich-polnischer und kurfürstlich-sächsischer Generalleutnant der Kavallerie und Oberst der Garde du Corps. Ferner war er Ritter des Johanniterordens und designierte Commendator auf Mürow und Süpplingenburg sowie Herr auf Bötzingen, Döbern, Kleintrentzig und Wallwitz.

## Leben und Werk
Er stammte aus dem Adelsgeschlecht von Polenz, war der Sohn des Oberaufsehers in der Niederlausitz Hans Caspar von Polenz († 1728).
Er erhielt seine schulische Ausbildung auf der Stadtschule in Lübben und danach auf der Universität in Frankfurt an der Oder.
Er schlug 1699 eine Militärlaufbahn bei der Polnisch-Sächsischen Armee ein. Dort kam er als Fähnrich in das Regiment Thielau. 1702 wurde er dann Flügeladjutant mit dem Charakter als Hauptmann beim General Wostromirsky. Dazu erhielt er eine Kompanie beim Grenadierregiment Biron und als das Regiment aufgelöst wurde, eine Kompanie beim Regiment Schulenburg. Er kämpfte in der Zeit bei verschiedenen Gefechten in Livland und Polen, 1700 bei Riga, 1702 bei Pinczow, 1703 bei Thron, 1704 bei Posen und bei Warschau und 1706 bei Fraustadt.
Nach 1706 wechselte er in landgräfliche hessische Dienste. Dort wurde er Major und Generaladjutant bei General Spiegel. Dieser führte im Rahmen des Spanischen Erbfolgekrieges die hessischen Hilfstruppen des Erbprinzen Friedrich von Kassel nach Italien. Der Prinz verließ Italien 1707 wieder und der General der Kavallerie Spiegel wechselte mit der Truppe in holländische Dienste. Erbprinz Friedrich von Kassel wählte Polenz zu seinem Generaladjutanten und beförderte ihn zum Oberstleutnant, daher nahm dieser nun an den Kämpfen der Jahre 1708 und 1709 in Brabant teil. Aber im Jahr 1711 zogen sich die Engländer aus Holland zurück, und Prinz Friedrich begann mit geheimen Verhandlungen mit Schweden. Polenz verließ nun die hessischen Dienste. Er kehrte in sächsische Dienste zurück, nun als Oberstleutnant im Garde du Corps. Die Leibgarde wurde nach Pommern geschickt und dann Warschau. In Polen wurde er am 1. Mai 1714 zum Oberst befördert. Erst 1717 ist der Frieden soweit wieder hergestellt, das die Garde nach Sachsen zurückkehren kann. Bis 1729 bleibt es für Polenz bemerkenswert ruhig. In diesem Jahr erhielt er vom König eine Gesandtschaft zum preußischen Hof nach Berlin, wo er bis zum 1732 bleibt. In dieser Zeit wird er am 16. August 1731 vom Markgrafen Karl zum Johanniter-Ritter geschlagen, dazu erhielt er die Anwartschaft auf die Kommende Süpplingen und Mürow. Bereits am 8. Januar 1730 erhielt er das Kürassier-Regiment Hackborn. Bereits während des Zeithainer Lustlager im Mai 1730 kommandierte er das Regiment. Im Polnischen Erbfolgekrieg marschierte er 1733 zunächst ins Lager bei Sorau, dann zum kaiserlichen Korps nach Glogau und anschließend nach Krakau. Dort übergab er das Regiment den Oberst Venediger, nachdem er am 20. Februar 1734 zum Generalmajor der Kavallerie ernannt wurde, außerdem wurde er Oberst und Kommandeur der Garde. Er marschierte mit der Garde zur Belagerung von Danzig und nach der Kapitulation der Stadt nach Warschau. 1736 kam er nach Sachsen, dort wurde er am 30. Dezember 1740 zum Generalleutnant befördert. Fortan durfte er auch den Titel Exzellenz führen. 1741 kam er mit der Garde du Corps zum Korps Baudissin nach Eulenburg. Von hier ging er mit der zweite Kolonne unter dem General Prinz Chevalier de Saxe nach Böhmen, zur Eroberung von Prag. Aber im Juni 1742 schlossen Preußen und Österreich Frieden und die sächsischen Truppen verließen das Land. Die Armee sammelte sich bei Pirna und wurde in vier Teile geteilt. Polenz kam zum Prinz Chevalier de Saxe und sollte als nach Chemnitz Quartier nehmen, kam aber als Kommandeur der Garde du Corps nach Dresden. 1743 war er noch kurz Vertretung für den General von Diemar in Plauen, übergab die Stadt am 7. September aber dann an den Kommandanten von Eger dem Marquise d’Herouville. Als im August 1744 der Zweite Schlesische Krieg ausbrach, wurde er unter General Diemar zur Bewachung der böhmischen Grenze abgeordnet. Am 5. Oktober 1744 rückten die sächsischen Truppen in Eger ein, um mit den Österreichern gegen die Preußen zu kämpfen. Am 28. und 29. Mai 1745 ging die vereinigte Armee nach Schlesien, wo es am 4. Juni 1745 zur Schlacht bei Hohenfriedberg kam. Die Brigade Polenz hatte den ersten Angriff geführt. Dabei wurde der General schwer verletzt und wurde erst nach der Schlacht bewusstlos von einem Dragoner gefunden, der ihn zum sächsischen Korps brachte. Er kam auf das Schloss Kreppelhof, während die Nachricht von seinem Tod bereits nach Dresden geschickt wurde. Es dauerte Tage, bis der Fehler bemerkt wurde. Am 23. August zogen die sächsischen Truppen ab nur ein Hilfskorps von 6000 Mann blieb zurück, kommandiert von Polenz, dem Generalmajor Minkwitz und dem Generalmajor Buchner. Am 30. September wurde Polenz in der Schlacht bei Burkersdorf am rechten Schenkel verletzt. Sein Pferd musste aber erschossen werden.
Am 30. Oktober schickte der Oberkommandierende Karl Alexander von Lothringen, die Armee in die Winterquartiere. Das sächsische Corps kam in die Niederlausitz und der General Polenz kam in das Dorf Kießlingswalde. Am 23. November überschritten die Preußen die Quweiz und griffen den Generalmajor Buchner in Hennersdorf an und vernichtete die dort stationierten Einheiten.
Die Österreicher sammelten sich daraufhin bei Schönberg, um für einen Gegenschlag wieder nach Böhmen zu gehen. Polenz hatte inzwischen Görlitz erkundet und wollte die dortigen Magazine schützen. Dazu erhielt er aber nur 120 Mann und musste sich sonst mit der Bürgerwache begnügen. Er übergab sein Kommando dem General Minkwitz und ging ins Bad nach Töplitz, um seinen Verwundungen untersuchen zu lassen. Die Österreicher erlitten derweil bei Kesselsdorf eine schwere Niederlage und der Krieg endete Ende Dezember.
Im Januar 1746 kehrte Polenz nach Sachsen zurück und übernahm wieder das Kommando über die Garde du Corps. Er lebte nun im Winter in Dresden und im Sommer auf seinem Gut Döhlen. Dort erkrankte er und starb nach etlichen Tagen am 12. Juli 1752.
Am 30. Dezember 1742 wurde er zum Generalleutnant der Kavallerie befördert. Er nahm mit seinem Regiment an den Schlesischen Kriegen gegen Preußen teil.
Er war mit Magdalena Isabella geb. von Schönberg aus dem Hause Schönberg, einzige Tochter von Hans Heinrich von Schönberg, verheiratet. Aus der Ehe gingen vier Kinder hervor, die die Eltern nicht überlebten: Karl Ludwig († 17. Juni 1737), Johann Ernst († 27. August 1737).